# Сімері-Крикі
Сімері-Крикі (італ. Simeri Crichi, сиц. Sìmmari) — муніципалітет в Італії, у регіоні Калабрія,  провінція Катандзаро.
Сімері-Крикі розташоване на відстані близько 490 км на південний схід від Рима, 8 км на північний схід від Катандзаро.
Населення — 4719 осіб (2014).

## Демографія
Населення за роками:

Станом на 1 січня 2023 року в муніципалітеті офіційно проживало 170 іноземців з 32 країн, серед них 87 громадян країн Євросоюзу та 9 громадян України.

## Сусідні муніципалітети
- Катандзаро
- Селлія
- Селлія-Марина
- Соверія-Сімері